# Юніорська збірна Китайського Тайбею з хокею із шайбою
Юніорська збірна Китайського Тайбею з хокею із шайбою  — національна юніорська команда Китайського Тайбею, що представляє країну на міжнародних змаганнях з хокею із шайбою. Опікується командою Федерація хокею Китайського Тайбею, команда постійно бере участь у чемпіонаті світу з хокею із шайбою серед юніорських команд.

## Історія
Збірна Китайського Тайбею дебютувала 1999 року на Чемпіонаті Азії та Океанії до 18 років (проходив у Пхеньяні), де посіла 4 місце у другому Дивізіоні. На цьому турнірі зазнали найбільшої поразки у своїй історії від ПАР 1:34. На наступних двох турнірах команда з Тайваню посідала друге місце у другому Дивізіоні. 2002 року дебютувала у головному дивізіоні та посіла п'яте місце.
Через шість років збірна Китайського Тайбею дебютує на чемпіонаті світу з хокею із шайбою серед юніорських команд у третьому дивізіоні Групі А, поступившись лише в одному матчі збірній Мексиці, посіли друге місце. З того моменту команда є постійним учасником третього дивізіону чемпіонату світу.

## Результати

### Чемпіонат Азії та Океанії до 18 років
- 1999  — 4 місце Дивізіон ІІ
- 2000  — 2 місце Дивізіон ІІ
- 2001  — 2 місце Дивізіон ІІ
- 2002  — 5 місце

### Чемпіонати світу з хокею із шайбою серед юніорських команд
- 2008 — 2 місце Дивізіон ІІІ А
- 2009 — 3 місце Дивізіон ІІІ А
- 2010 — 3 місце Дивізіон ІІІ А
- 2011 — 2 місце Дивізіон ІІІ А
- 2012 — 5 місце Дивізіон ІІІ А
- 2013 — 3 місце Дивізіон ІІІ А
- 2014 — 3 місце Дивізіон ІІІ А
- 2015 — 4 місце Дивізіон ІІІ А
- 2016 — 5 місце Дивізіон ІІІ А
- 2017 — 3 місце Дивізіон ІІІ А
- 2018 — 6 місце Дивізіон ІІІ А
- 2019 — 1 місце Дивізіон ІІІ В
- 2022 — 1 місце Дивізіон ІІІ A
- 2023 — 3 місце Дивізіон ІІ В
- 2024 — 4 місце Дивізіон ІІ В
- 2025 — 3 місце Дивізіон ІІ В